# Steven S. DeKnight
Steven S. DeKnight (Millville, 8 aprile 1964) è uno sceneggiatore, regista e produttore televisivo statunitense.
Deve la sua fama all'aver lavorato a serie televisive di successo come Buffy, Angel e Smallville.
Dopo aver lavorato per la serie TV Dollhouse, nel 2010 è creatore, sceneggiatore e produttore esecutivo della serie televisiva, per il canale Starz, Spartacus e della miniserie prequel Spartacus - Gli dei dell'arena.
Nel maggio 2014 assume il ruolo di showrunner al posto di Drew Goddard per la prima stagione della serie televisiva della Marvel Daredevil.

## Carriera
DeKnight ha già lavorato su Smallville, Buffy l'ammazzavampiri e Angel. Ha anche scritto "Swell", una storia della serie a fumetti Buffy l'ammazzavampiri dell'ottava stagione, ed è stato consulente per la serie televisiva Dollhouse di Joss Whedon.
Nel maggio 2014, DeKnight ha assunto le funzioni di showrunner per la prima stagione della serie televisiva esclusiva Netflix Daredevil da Drew Goddard, dopo la partenza di Goddard a causa di conflitti di programmazione con la regia di Sinister Six. In seguito è stato sostituito da Douglas Petrie e Marco Ramirez come co-showrunner per la seconda stagione della serie.
Nel 2015, DeKnight è entrato a far parte della stanza degli sceneggiatori del franchise Transformers, dove Paramount Pictures ha assunto diversi sceneggiatori noti per rimpolpare il futuro della serie di film. Ha diretto il sequel di fantascienza Pacific Rim - La rivolta. Il regista del film originale, Guillermo del Toro, è rimasto nel film nel ruolo di produttore.
Il 17 luglio 2018, è stato annunciato che DeKnight sarebbe stato accreditato come show-runner e produttore esecutivo insieme a Lorenzo di Bonaventura e Dan McDermott nella serie di Netflix, Jupiter's Legacy. Il 16 settembre 2019, è stato confermato che DeKnight ha lasciato la serie come showrunner per differenze creative nel bel mezzo della produzione per la prima stagione.
Il 15 aprile 2019, DeKnight si è unito a una serie di altri scrittori nel licenziare i loro agenti come parte della posizione del WGA contro l'ATA e la pratica del packaging.

## Filmografia parziale

### Cinema

#### Regista e Sceneggiatore
- Pacific Rim - La rivolta (2018)

### Televisione

#### Produttore
- Jupiter's Legacy - serie TV (2021)
- Angel (2002–2004)
- Dollhouse (2009)
- Spartacus (2010-2013)

### Showrunner
- Daredevil (prima stagione) (2015)
- Jupiter's Legacy - serie TV (2021)

### Sceneggiatore
- Buffy l'ammazzavampiri (2000–2002)
- Angel (2002–2004)
- Smallville (2004–2007)
- Dollhouse (2009)
- Spartacus (2010-2013)
- Daredevil (prima stagione) (2015)